# Kayo Amado
Kayo Felype Nachtajler Amado (Santos, 2 de julho de 1991) é um político brasileiro filiado ao Podemos (PODE) e atual prefeito de São Vicente desde 1º de janeiro de 2021, foi eleito com 90.876 votos.. Em 2024, foi reeleito com mais de 140 mil votos, se tornando o prefeito mais votado da história da cidade.
Cursou Gestão Pública na Universidade de São Paulo (USP), Ciências Políticas na Fundação Escola de Sociologia e Política de São Paulo (FESPSP), Ética na Universidade de Oxford e Programa Avançado de Gestão no Instituto de Ensino e Pesquisa (INSPER).
Iniciou a vida pública em 2012, concorrendo nas eleições para vereador de São Vicente aos 21 anos com uma campanha onde conquistou 823 votos, pelo Partido Verde (PV).
Já em 2016 concorreu para prefeito, pelo partido Rede Sustentabilidade (REDE) ficando em segundo lugar com 48.641 votos, faltando 801 para alcançar o segundo turno.
Em 2018 foi candidato a Deputado Federal, alcançando 54.944 votos.
No ano de 2020 concorreu mais uma vez ao cargo de Prefeito de São Vicente, pelo partido Podemos (PODE), sendo eleito conquistando 90.876 votos, em uma eleição que ficou marcada por ser a primeira vez que a 1ª Cidade do Brasil decidiu no segundo turno.
Em 2024 concorreu a reeleição para Prefeito em São Vicente contra 4 candidatos, sendo reeleito no 1º turno com a maior votação da história da cidade com 147.382 (87,60%) votos.
Vida Pública
A gestão do prefeito ficou marcada por fiscalizar a reforma da Ponte dos Barreiros, que ficou fechada por mais de 1 ano após a interdição pela justiça. Sendo a obra concluída em menos de 1 ano e dando fim a uma história que afetou os mais de 150 mil moradores da Área Continental de São Vicente.
O prefeito de São Vicente, Kayo Amado, envolveu-se em uma polêmica com o prefeito de Santos, Rogério Santos, na entrega de unidades habitacionais em São Vicente.
Após o prefeito de Santos dizer que atende 50% dos moradores de São Vicente nos equipamentos de saúde, o prefeito Kayo Amado levantou na fala do Rogério Santos e saiu do local.
Estavam presentes na cerimônia o vice-presidente Geraldo Alckmin e o Governador de São Paulo Tarcísio de Freitas.
Biografia
Em 1923 seu falecido avô Salomão conseguiu fugir da Polônia no terror da guerra, formou sua família no Brasil e construiu a história em São Vicente. A mãe é comerciante do Centro há mais de 40 anos, e o pai professor aposentado da rede pública. Cresceu no bairro Parque Bitarú, no Centro e no Gonzaguinha.
Possui graduação em Gestão de Políticas Públicas pela Universidade de São Paulo (USP - 2012). Possui especialização em Ciência Política pela Fundação Escola de Sociologia e Política de São Paulo (FESPSP - 2015). É servidor público licenciado no cargo de Agente Legislativo da Secretaria Geral na Câmara Municipal de São Bernardo do Campo.
Participou do "International Visitor Leadership Program" a convite do Departamento de Estado do Governo dos Estados Unidos da América na temática de "Construção de Efetivas Parcerias entre Poder Público e Sociedade Civil", em 2015. Tem experiência em Ciência Política e Gestão Pública, com ênfase em campanhas eleitorais, organização partidária, gestão de processos e liderança política.
E também do RenovaBR que é uma escola de formação política mantida por cidadãos comuns que acreditam em uma democracia mais saudável, participativa e representativa, atuando de forma independente em meio aos inúmeros atores, agendas e demandas da política é condição essencial ao nosso trabalho.
Desempenho em eleições
| Ano  | Eleição                         | Partido | Candidato a      | Votos        | Resultado  |
| ---- | ------------------------------- | ------- | ---------------- | ------------ | ---------- |
| 2012 | Câmara Municipal de São Vicente | PV      | Vereador         | 823          | Não eleito |
| 2016 | Prefeitura de São Vicente       | REDE    | Prefeito         | 48.641 (2º)  | Não eleito |
| 2018 | Eleição Federal                 | REDE    | Deputado Federal | 54.944       | Não eleito |
| 2020 | Prefeitura de São Vicente       | PODE    | Prefeito         | 90.876 (1º)  | Eleito     |
| 2024 | Prefeitura de São Vicente       | PODE    | Prefeito         | 147.382 (1º) | Eleito     |